# Geirangerfjord
Geirangerfjord je ledovcový fjord na západě Norska v Møre a Romsdal pojmenovaný podle obce Geiranger. Je 15 km dlouhý, a tvoří jednu z větví velkého Storfjordu. Geirangerfjord je jedna z nejnavštěvovanějších turistických destinací v Norsku. Od roku 2005 je společně s Nærøyfjordem součástí světového dědictví UNESCO.

## Vodopády a farmy
Podél Geirangerfjordu se nachází několik vodopádů. Tím nejznámějším je vodopád Sedm sester nacházejícím se naproti vodopádu Nápadník, který podle pověsti požádal o ruku postupně všech sedm sester, ale všechny ho odmítly. Dalšími vodopády mezi obcemi Geiranger a Hellesylt jsou vodopády Gjerdefossen, Gomsdalsfossen, Brudesløret a Ljosurfossen.
Podél fjordu se nachází také velké množství farem, které zde byly historicky budovány. V současnosti ale zůstávají neobydlené. Mezi nejznámější patří Skageflå a Knivsflå.

## Galerie

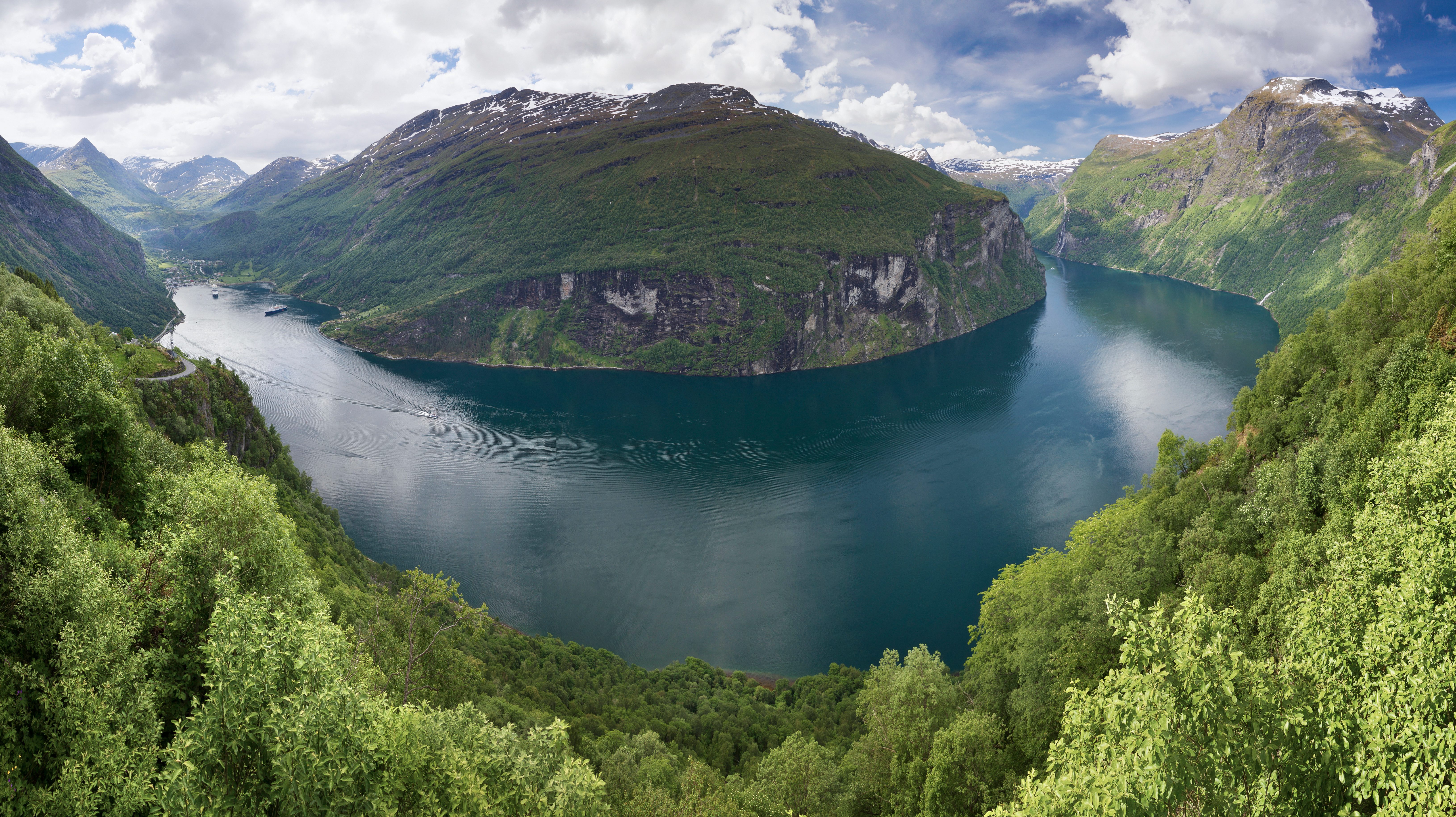
Geirangerfjord patří do světového dědictví UNESCO.
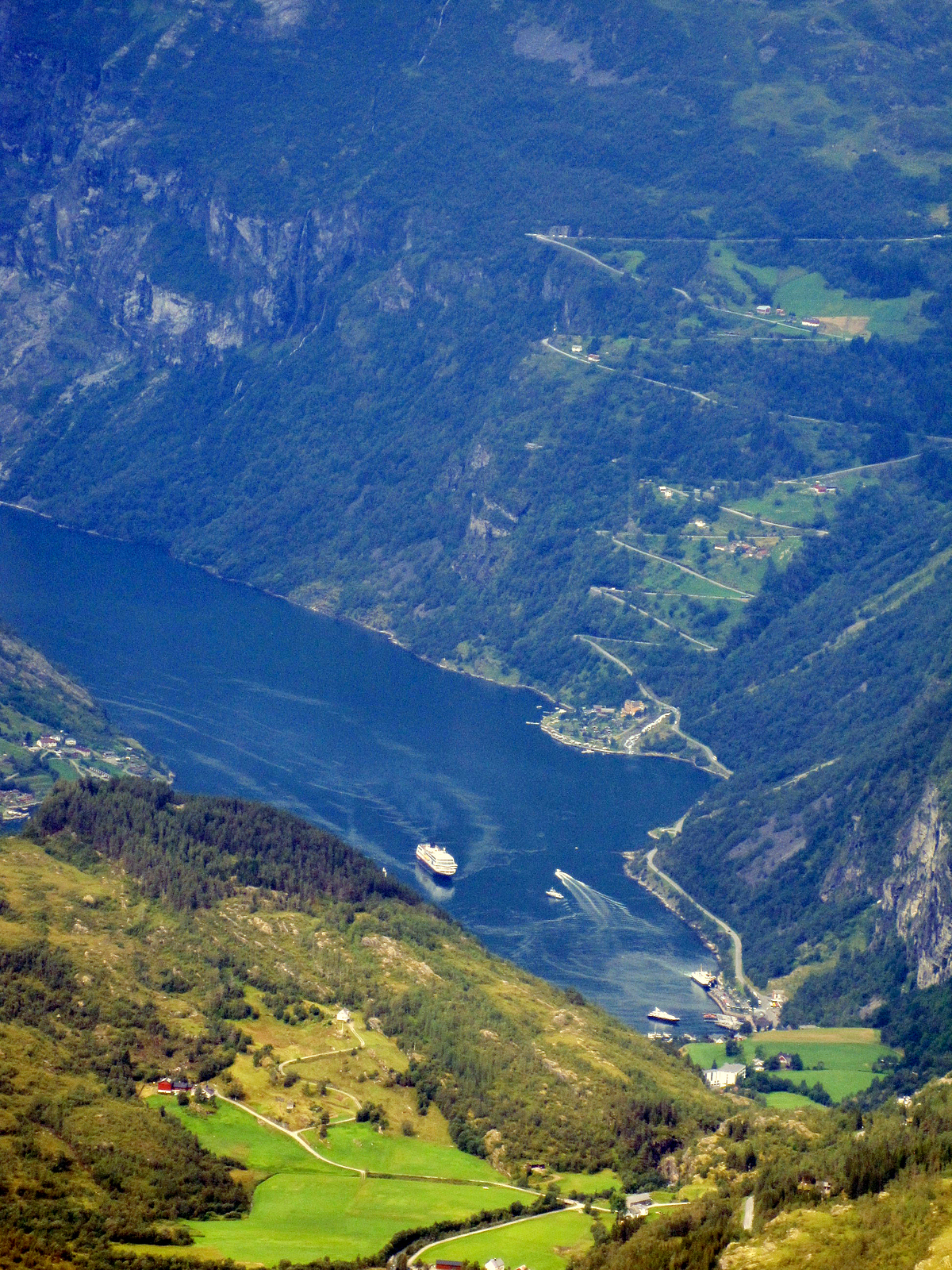
Geirangerfjord z vyhlídky Dalsnibba
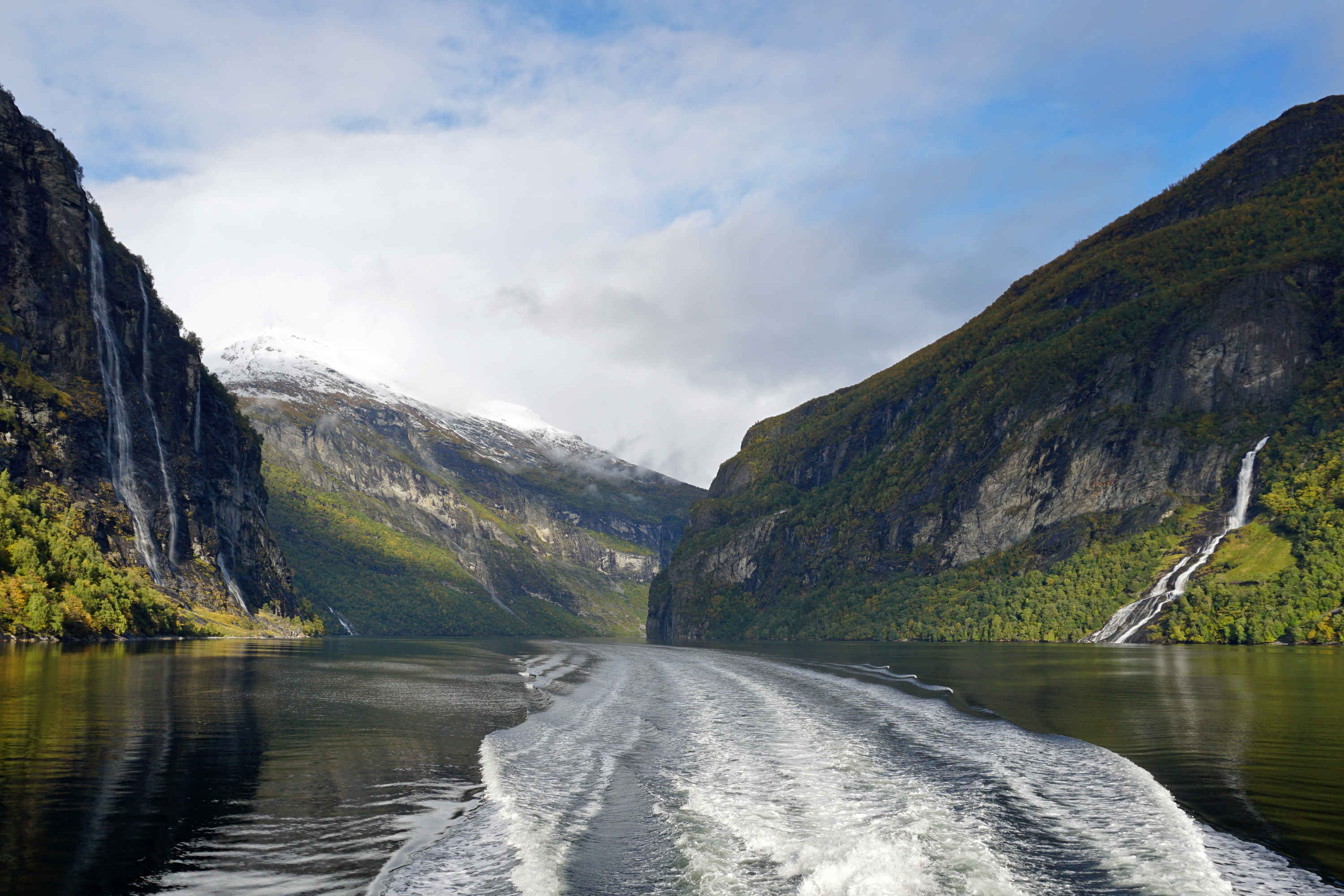
Vodopády Sedm sester a Nápadník
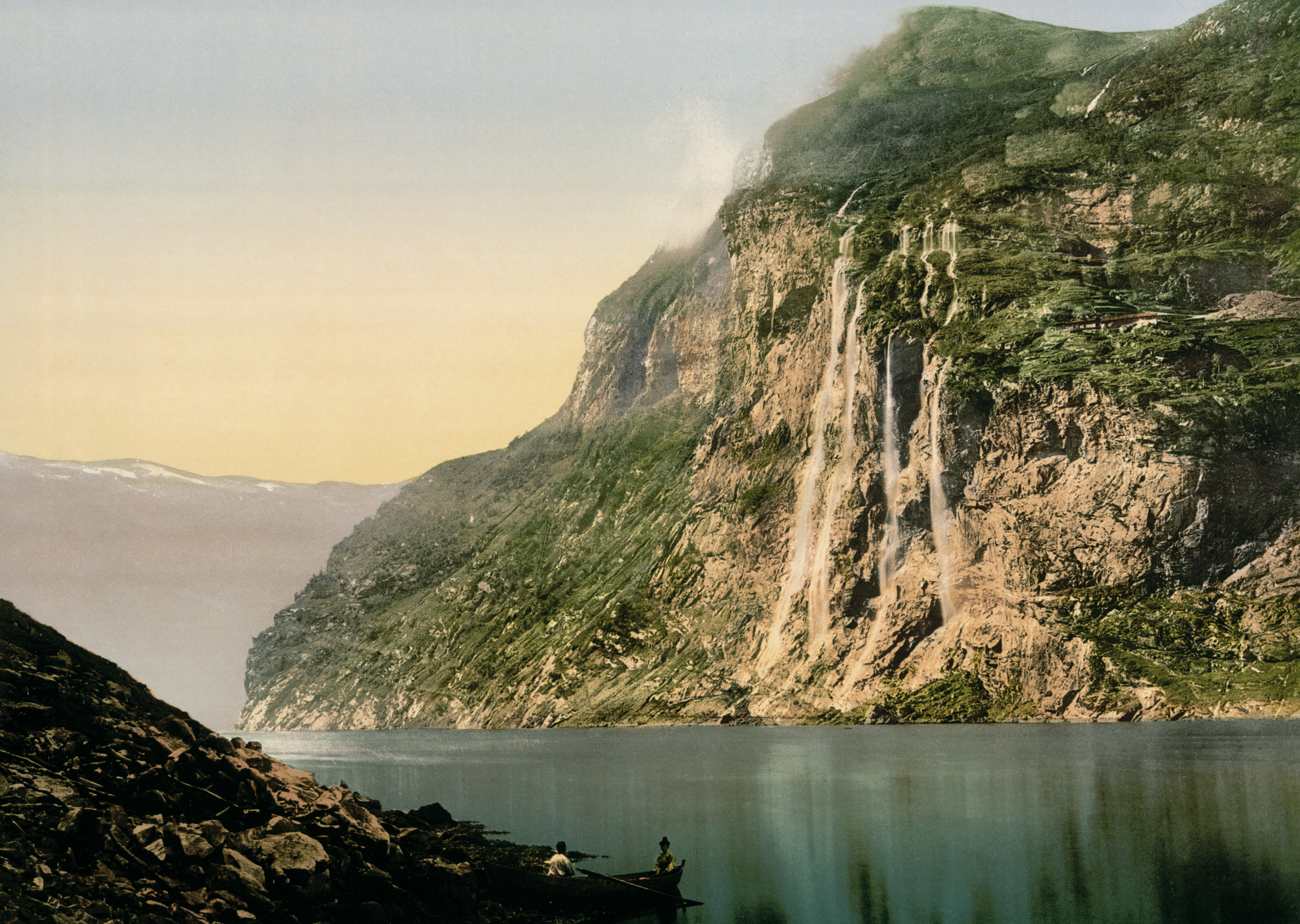
Historická fotografie fjordu s vodopádem Sedm sester
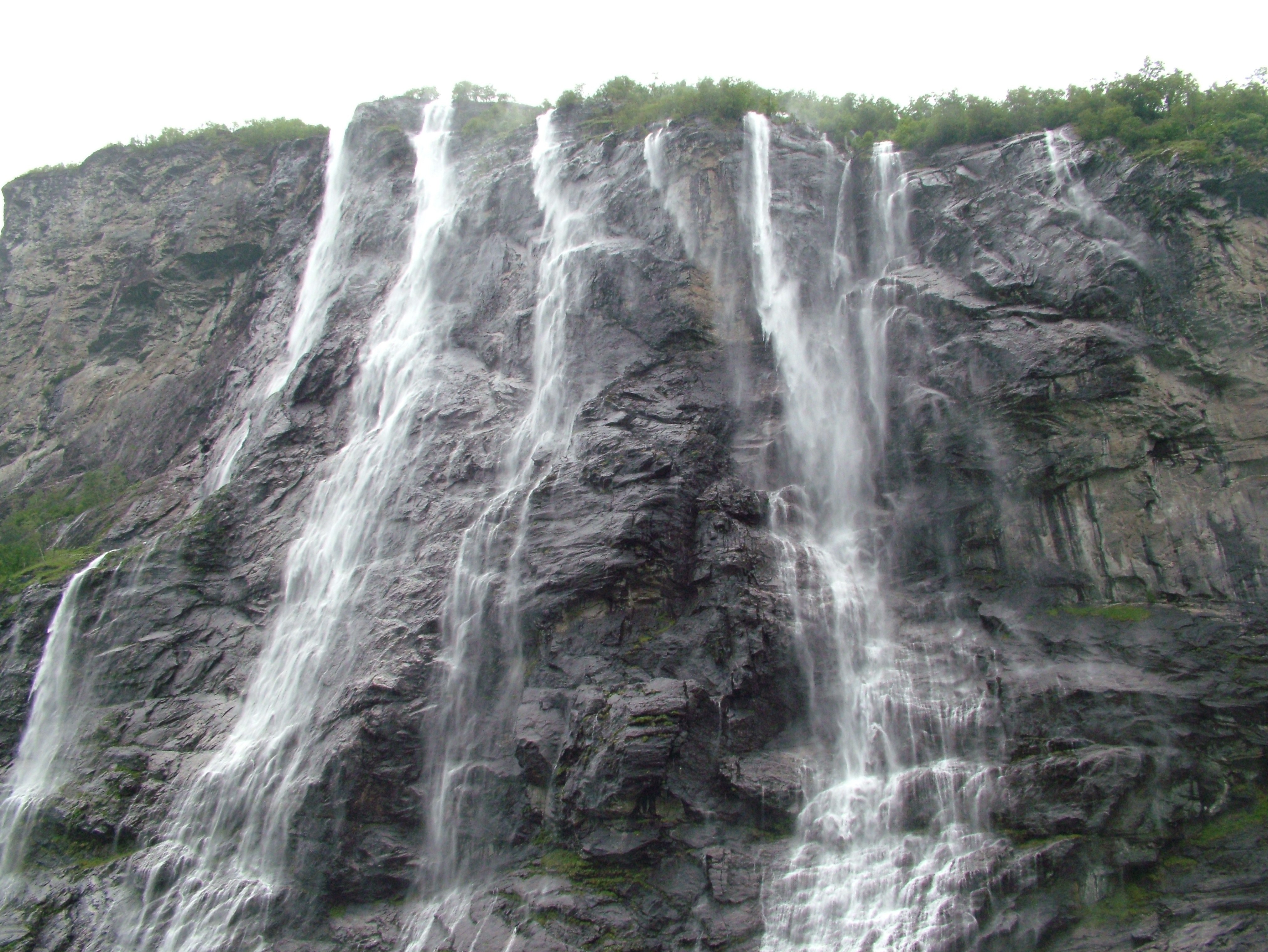
Vodopád sedm sester pohledem zespodu